# Pteroxygonum giraldii
Pteroxygonum giraldii Dammer & Diels – gatunek rośliny z rodziny rdestowatych (Polygonaceae). Występuje naturalnie w Chinach – w prowincjach Gansu, Hebei, Henan, Hubei, Shaanxi, Shanxi oraz Syczuan. 

## Morfologia
PokrójBylina dorastająca do 3 m wysokości. Pędy są pnące.
LiścieUlistnienie jest naprzemianległe. Ich blaszka liściowa ma kształt od trójkątnego do trójkątnie owalnego. Mierzy 4–7 cm długości oraz 3–6 cm szerokości, o nasadzie od sercowatej do oszczepowatej i spiczastym wierzchołku. Ogonek liściowy jest nagi i osiąga 3–7 cm długości. Gatka jest błoniasta i dorasta do 4–7 mm długości.
KwiatyPromieniste, obupłciowe, zebrane w grona o długości 2–5 cm, rozwijają się w kątach pędów. Mają 5 zrośniętych i trwałych listków okwiatu o eliptycznym kształcie, mają barwę od białej do zielonkawej, mierzą 3–4 mm długości. Pręcików jest 8, są wolne. Zalążnia jest górna, jednokomorowa.
OwoceTrójboczne i skrzydlate niełupki o jajowatym kształcie, osiągają 10 mm długości.

## Biologia i ekologia
Rośnie w zaroślach. Występuje na wysokości od 600 do 2000 m n.p.m. Kwitnie od czerwca do sierpnia.